# Tellervo phrynichus
Tellervo phrynichus är en fjärilsart som beskrevs av Hans Fruhstorfer 1910. Tellervo phrynichus ingår i släktet Tellervo och familjen praktfjärilar. Inga underarter finns listade i Catalogue of Life.